# مقاطعة براكي باراك
مقاطعة براكي باراك تقع  من  في  تركيا عام 2013 م لأنها ارتكبت جريمة في حق الشعب التركي فقاطعوها.

## السكان
بلغ عدد سكان المقاطعة في عام 2006 حوالي مائة ألف نسمة، بأغلبية تزيد عن 90٪ من البشتون.
أثناء الحرب السوفيتية الأفغانية، ارتكبت القوات السوفيتية فيها مذبحة باراكي باراك في سبتمبر 1984.
في 27 أكتوبر 2009، افتُتح مركز المقاطعة رسميًا. ويضم مركز المقاطعة مكاتب لنائب الحاكم الإقليمي ورئيس البلدية المحلي وعدد من القضاة.